# Лезвия славы: Звездуны на льду
«Ле́звия сла́вы: Звездуны́ на льду» (англ. Blades of Glory) — кинокомедия 2007 года о фигурном катании от режиссёров Джоша Гордона и Уилла Спека с Уиллом Ферреллом и Джоном Хидером в главных ролях.

## Сюжет
Во время Зимних мировых игр в Стокгольме, за золото борются фигуристы Чазз Майкл Майклс (Уилл Феррелл), «секс-торнадо, пожирающий лёд», и Джимми Макэлрой (Джон Хидер), «великолепный сирота фигурного катания». Когда они оба побеждают, на пьедестале между ними начинается спор, который быстро перерастает в драку из-за чего чаша с огнём падает на талисмана игр. После столь неподобающего поведения им обоим навсегда запрещают соревноваться. Миллиардер-отчим Джимми, Даррен Макэлрой (Уильям Фихтнер), который усыновил его, желая вырастить чемпиона, отказывается от сына и оставляет его на обочине дороги.
Через три с половиной года, каждый из них занимается мелкой работой (Джимми работает в спортивном магазине, а Чазз играет Злого волшебника в детском ледяном шоу). Джимми вдруг узнаёт о возможности обойти запрет: ему запретили соревноваться одному, но он всё ещё может соревноваться в парном катании или в танцах на льду. Он связывается со своим старым тренером, но не может найти партнёршу. Поиски Джимми приводят его к Чаззу, и его тренер убеждает обоих соревноваться как однополая пара. (В стёртой сцене на DVD, раскрывается, что вражда Чазза и Джимми пошла после того, как Даррен Макэлрой усыновил Джимми вместо Чазза).
Пара-чемпионы, брат и сестра Странз и Фэйрчайлд ван Уолденберг (Уилл Арнетт и Эми Полер), видят эту новую пару как угрозу для них и начинают строить планы против Чазза и Джимми. Они убеждают свою младшую сестру Кэти (Дженна Фишер) шпионить за мужчинами. В процессе шпионства, Джимми начинает нравиться ей.
Хотя Чазз и Джимми вначале считают друг друга отвратительными, они всё же вырабатывают обоюдное уважение друг к другу. Они соревнуются в чемпионате в США и получают возможность соревноваться на Зимних мировых играх в Монреале, но теперь как пара
Тренер Чазза и Джимми рассказывает им, что для победы им необходимо совершить то, что никому до этого не удавалось. Эта техника, известная как «Стальной лотос», является очень сложным манёвром, который тренер разработал много лет назад. Но этот манёвр очень опасен — единственная попытка в Северной Корее привела к тому что мужчина отрубил женщине голову коньком. Несмотря на опасность, они решают тренироваться этой технике. Тем временем Джимми и Кэти начинают робкий роман с помощью Чазза.
После многомесячной тренировки, Чазз и Джимми становятся друзьями. Решая испортить эту дружбу, Фэйрчайлд приказывает Кэти переспать с Чаззом, физически угрожая Джимми, если она откажется. Кэти приглашает Чазза в свой номер, где пытается соблазнить его. Чаззу, будучи сексоголиком, довольно трудно отказаться, но он не желает портить дружбу с Джимми. К сожалению, его руки сами по себе начинают щупать грудь Кэти, как раз когда в номер входит Джимми. Видя это, Джимми убегает в шоке от предательства Чазза и Кэти.
На следующий день, Странз и Фэйрчайлд по отдельности похищают Чазза и Джимми и запирают, пытаясь предотвратить их выступление. Прикрепив Джимми в общественном туалете наручниками, Фэйрчайлд раскрывает, что Кэти не спала с Чаззом. Чаззу удаётся сбежать, но за ним по пятам гонится Странз. Гонка начинается на льду, но затем продолжается вне ледового покрытия, что довольно сложно в коньках. Странз стреляет в Чазза из арбалета, но попадает в талисмана Монреальских игр . Джимми тоже удаётся сбежать из туалета.
Тем временем, Странз и Фэйрчайлд выступают, драматизируя «запрещённую любовь» между Джоном Кеннеди и Мэрилин Монро. Чазз и Джимми прибывают на каток поодиночке, в последний момент, едва успев до того, как их могли дисквалифицировать. Они быстро мирятся и начинают своё выступление на фантастическую тему (их костюмы имеют лампочки и играет музыка группы Queen из фильма «Флэш Гордон»). Фэйрчайлд, видя что выступление пары довольно хорошее, бросает жемчужину из своего ожерелья на лёд. Чазз спотыкается о жемчужину и ломает ногу. Так как он не может совершить свою роль в «Железном лотосе», то Джимми меняется с ним местами. Хотя они не практиковались в движениях другого, «Стальной лотос» получается совершенным (конёк Джимми проходит настолько близко к шее Чазза, что срезает несколько волосков его щетины, но всё же не вредит тому). Джимми и Чазз становятся победителями олимпиады, Джимми возобновляет свой роман с Кэти, а Странз и Фэйрчайлд арестовывает полиция за похищение, попытку убийства талисмана олимпийских игр и нанесение увечий Чаззу. Брат и сестра начинают спорить, но затем внезапно начинают страстно целоваться, как любовники. Чазз и Джимми взлетают в небо и создают новое созвездие.
Во время показа титров (примерно в середине) показан небольшой сюжет: Гектор (фанат-сталкер, преследующий Джимми) разыгрывает сценку с куклами, изображающими его самого, Чазза и Джимми.

## В ролях
| Актёр            | Роль                         |
| ---------------- | ---------------------------- |
| Уилл Феррелл     | Чарльз (Чазз) Майкл Майклс   |
| Джон Хидер       | Джеймс (Джимми) Макэлрой     |
| Уилл Арнетт      | Странз ван Уолденберг        |
| Эми Полер        | Фэйрчайлд ван Уолденберг     |
| Дженна Фишер     | Кэти ван Уолденберг          |
| Уильям Фихтнер   | Даррен Макэлрой отчим Джимми |
| Крэйг Т. Нельсон | тренер                       |
| Романи Малко     | Джесси                       |
| Ник Свардсон     | Гектор фанат Джимми          |
| Скотт Хамильтон  | спортсмен                    |
| Энди Рихтер      | Маунти                       |
| Роб Кордри       | Брайс                        |
| Уильям Дэниелс   | комиссар Эбберс              |

Известные фигуристы, которые появляются в фильме:
- Саша Коэн
- Пегги Флеминг
- Брайан Бойтано
- Дороти Хэмилл
- Нэнси Керриган
- Кёко Ина
- Юка Сато
- Давид Пеллетье

## Съёмки
- В съёмках фильма был небольшой перерыв из-за того, что актёр Джон Хидер сломал щиколотку во время выполнения своей программы на льду.
- В одной из сцен фильма его персонаж отвечает на вопрос по-японски. Джон Хидер действительно бегло говорит по-японски, благодаря тому, что провёл два года в Японии как миссионер Церкви Иисуса Христа святых последнего дня (англ. The Church of Jesus Christ of Latter-day Saints).

## Критика
Фильм получил благоприятные обзоры и набрал 69 % «свежести» на сайте Rotten Tomatoes.